# 馬戲團書店
馬戲團書店（英語：Circus of Books）是位於美國西好莱坞的男同性戀色情書店，在1960年代成立時名為書籍馬戲團（英語：Book Circus），曾于洛杉磯銀湖、谢尔曼橡树設有分店。

## 歷史
該書店于1960年代，在美國西好莱坞的聖莫尼卡大道（Santa Monica Boulevard）8230號開業，初始店名為“書籍馬戲團”。至1982年，原經營者陷入財務困境，后將該店賣于巴里·梅森與卡倫·梅森夫婦。梅森夫婦收購后，將店名更為“馬戲團書店”，並在洛杉磯銀湖開設分店。該書店除售男同性戀色情書籍、情趣用品外，也販售LGBTQ作家小說、科幻小說、聖經和外國報紙等。
1980年代奉行保守主義的罗纳德·里根當選總統，在該屆政府對色情製品的調查報告出臺後，執法部門便大力打擊色情產業。其中，馬戲團書店亦被FBI緝捕圈套，聯邦政府亦控告巴里·梅森。巴里的律師引用美国宪法第一修正案替他辨護，最終與政府達成認罪妥協。1989年，洛杉磯警務部門門要求西好萊塢的本店在凌晨2時至6時需關閉，因當地居民投訴該書店在晚間會吸引男妓聚集，有傷風化。馬戲團書店位於谢尔曼橡树分店因過於接近當地的一所小學，為避免造成未成年兒童可能的不良影響，被迫歇業。隨著21世紀互聯網興起，書店業績漸衰。位於銀湖的分店在2016年8月8日結束營業，而西好莱坞本店則在2019年2月9日結束營業。
2020年1月18日，美國色情片導演、變裝皇后琪·琪·拉魯從梅森手上買下書店原址並重新開業，更名爲“琪·琪·拉魯的馬戲團書店”（英語：Chi Chi LaRue's Circus）。有別於舊店，新店有更多高等材料用品販賣。

## 紀錄片
紀錄片馬戲團書店於2019年4月26日在翠貝卡電影節首映，並在2020年4月登錄網飛。

## 外部連結
互联网电影数据库（IMDb）上《馬戲團書店(2019年紀錄片)》的资料（英文）